# Notbremsassistent

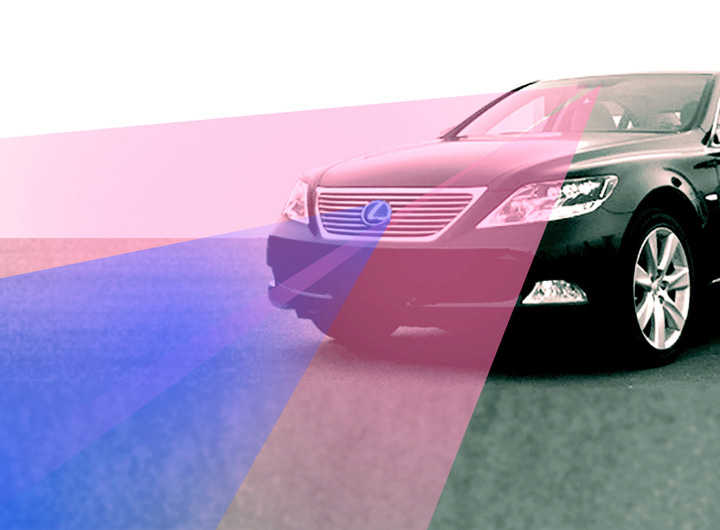
Multi-Sensor-Notbremsassistent: Radar (blau) und Stereokamera (rot)

Ein Notbremsassistent ist ein vorausschauendes Fahrerassistenzsystem für Kraftfahrzeuge oder Straßenbahnen, das bei Gefahr den Fahrer warnt (Abstandswarner), eine Notbremsung unterstützt (Bremsassistent) oder selbsttätig bremst. Dies soll die Kollision mit einem Hindernis vermeiden oder die Kollisionsgeschwindigkeit herabsetzen. Einige Notbremsassistenten können weitere Sicherheitsmaßnahmen treffen.

## Funktion
Fahrzeuge mit Notbremsassistent haben in der Regel Sensoren zur Ermittlung von Abständen, Beschleunigung, Lenkwinkel, Lenkradwinkel und Pedalstellungen. Aus den Messwerten dieser Sensoren errechnet der Bordcomputer, ob es Indizien für eine Gefahrensituation und/oder einen kritischen Fahrzustand gibt. Die Daten einiger Sensoren werden auch für andere Zwecke genutzt. Zum Beispiel nutzen ABS und Fahrdynamikregelung (auch ESP oder ESC genannt) die Daten der Sensoren an den Rädern. Viele Notbremsassistenten warnen den Fahrer z. B. vor zu wenig Abstand zum vorausfahrenden Fahrzeug, bevor sie selbsttätig die Kraftstoffzufuhr drosseln und bremsen.

## Bezeichnung
Diese Systeme werden je nach Fahrzeughersteller bzw. Automobil-Zulieferer unterschiedlich bezeichnet:
- Audi: pre sense
- BMW: intelligent brake (iBrake)
- Bosch: Predictive Safety System (PSS)
- Daimler: Pre-Safe-Bremse
- Ford: Active City Stop
- Honda: Collision Mitigation Brake System
- Mazda: Smart City Brake Support (SCBS)
- Opel: Opel Eye
- Subaru: EyeSight
- Toyota: Toyota T-Mate
- Volkswagen: Front Assist (gleichlautend auch bei SEAT und Škoda)
- Volvo: City Safety

## Auffahrwarnung

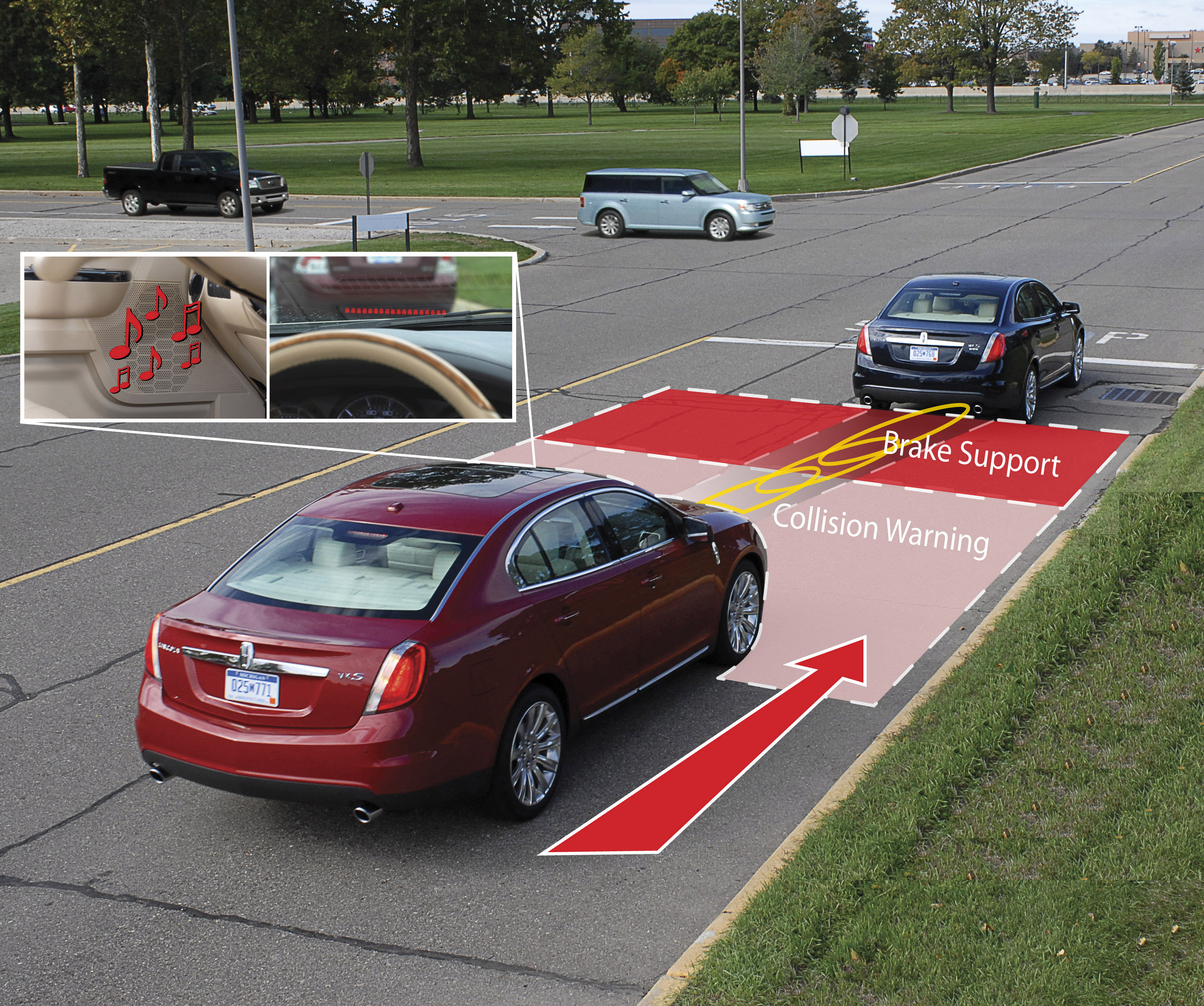
Auffahrwarnung

Ein Auffahrwarner erkennt per Kamera oder mit Radar- oder Lidarsensor den Abstand, in Grenzen auch die Geschwindigkeitsdifferenz, zu anderen Fahrzeugen oder Hindernissen und warnt den Fahrer bei Gefahr einer Kollision. Ein Auffahrwarner beeinflusst nicht den Bremsvorgang des Fahrzeugs. In Deutschland wurde ein solches System zuerst im Jahr 2003 eingeführt.

## Notbremsassistent

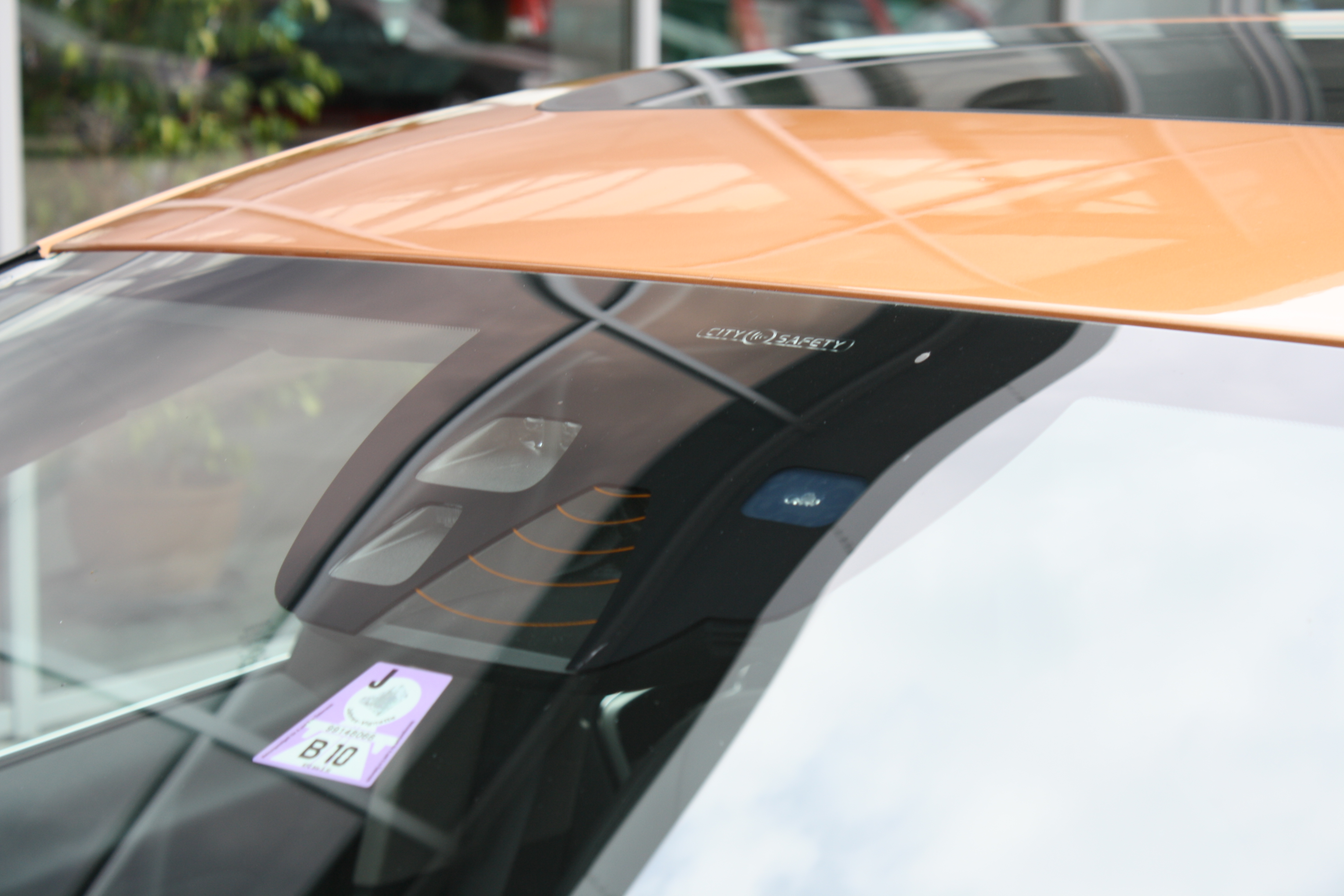
Kamerasystem eines Notbremsassistenten

Beim Notbremsassistent überwachen Sensoren die Umgebung und warnen den Fahrer zunächst vor kritischen Situationen, um ihm Gelegenheit zum Reagieren zu geben. Erkennt das System, dass eine Kollision bevorsteht, errechnet es, wie stark das Fahrzeug abgebremst werden muss, um die Kollision zu vermeiden. Wenn der Fahrer dann bremst, verstärkt das System den Bremsdruck um das erforderliche Maß.
Bei geringem Tempo, zum Beispiel im Stadtverkehr, erkennen Notbremsassistenten vorausfahrende bzw. stehende Fahrzeuge und bereiten die Bremsanlage automatisch für eine Notbremsung vor. Sollte der Fahrer nicht auf die Situation reagieren, kann der Notbremsassistent eine Notbremsung auslösen, damit es gar nicht erst zur Kollision kommt. Falls eine Kollision unvermeidbar ist, verringert der Notbremsassistent wenigstens die Stärke des Aufpralls und damit auch das Verletzungsrisiko für die Insassen der beteiligten Fahrzeuge.
Viele neuere Systeme reagieren nicht nur auf andere Fahrzeuge, sondern auch auf andere Straßenverkehrsteilnehmer wie Fußgänger oder Radfahrer. So werden Frontalkollisionen vermieden oder abgeschwächt und die Sicherheit für Fußgänger und Radfahrer deutlich erhöht.
Bei der LKW-Amokfahrt auf dem Berliner Weihnachtsmarkt verhinderte solch ein System, das durch den Aufprall auf die ersten Hütten ansprach und das Fahrzeug abbremste, ein noch größeres Blutbad.
Häufig wird hier eine bessere Kamera mit Sensoren für die Pedalstellungen kombiniert. Der Assistent ist so in der Lage, das Verhalten des Fahrers entsprechend der Situation besser einzuschätzen und den Fahrer beim Bewältigen schwieriger Situationen zu unterstützen. Erkennt der Notbremsassistent beispielsweise eine kritische Situation für eine Notbremsung aufgrund eines schnell losgelassenen Gaspedals und kräftig betätigten Bremspedals, wird sofort der volle Bremsdruck aufgebaut, der für eine maximale Verzögerung notwendig ist. Zusätzlich können je nach System weitere Maßnahmen zum Insassenschutz getroffen werden.

## Autonome Notbremsung
Ein autonomes Notbremssystem ist eine Erweiterung des Notbremsassistenten. Auch hier stehen meist weitere und genauere Sensoren gegenüber dem Notbremsassistenten zur Verfügung. Beispielsweise wird für eine sichere Erkennung des Abstands zum Vordermann und dessen Geschwindigkeit häufig ein Radarsensor verbaut, der für die einfacheren Systeme nicht erforderlich ist. Die Validität der Prognosen erlaubt eine Umkehrung der Initiative: Nicht der Fahrer löst das System aktiv aus wie noch beim Notbremsassistenten, sondern der Fahrer kann das System übersteuern. Führt der Fahrer keine Aktion durch, wird das System selbständig aktiv und bremst das Fahrzeug ab.
Bei der Erkennung einer kritischen Situation, beispielsweise auf Grund eines zu schnell zu klein werdenden Abstands zum Vordermann und der Gefahr eines Auffahrunfalls, wird der Fahrer in einer ersten Stufe visuell und akustisch gewarnt. Reagiert der Fahrer darauf nicht, leitet das System zunächst eine deutliche Geschwindigkeitsreduktion (Teilbremsung) ein. Wenn der errechnete Abstand zu gering wird und der Fahrer immer noch nicht reagiert hat, wird eine Vollbremsung ausgelöst, um die Kollision mit einem Hindernis zu vermeiden oder zumindest die Wucht des Aufpralls zu minimieren. Wird das Hindernis oder vorausfahrende Fahrzeug vom System verspätet erkannt, z. B. durch Fahren über eine Kuppe, kann das System auch sofort eine Teil-, gegebenenfalls auch eine Vollbremsung einleiten, ohne den Fahrer vorher zu warnen. Diese Maßnahmen werden meist von weiteren Maßnahmen zum Insassenschutz begleitet. In Deutschland wurde ein solches System erstmals im Jahr 2006 eingeführt.

### Lastkraftwagen

„Adaptive Cruise Control“ für den „Active Brake Assist“

Der Notbremsassistent „Active Brake Assist“ (ABA) Nr. 5 reagiert im neuen Lkw Actros von Daimler bei Gefahr für Fußgänger mit einer Kombination aus Radar- und Kamerasystem. Alle Lkw-Notbremsassistenten müssen außer Kfz nun auch Fußgänger erkennen können. Damit wird der Anwendungsbereich von Lkw-Notbremsassistenzsystemen erstmals auf den innerstädtischen Bereich erweitert. Das neue System bei Notbremsung muss bis zur Maximalgeschwindigkeit – 90 km/h – funktionieren. Was im Jahr 2006 mit einer Notbremsung auf langsamere vorausfahrende Fahrzeuge begann, wurde über die Jahre konsequent weiterentwickelt und wurde im Jahr 2016 beim Active Brake Assist (ABA) der vierten Generation von Daimler auch bei Fußgänger aktiv. Die neuen Änderungen beim Notbremsassistent gelten auf UN-Ebene bis spätestens September 2028 für alle neuen Lkw. Es gibt bei den Lkw Herstellern verschiedene Namen für Notbremssysteme: „Notbrems-Assistenzsysteme, NBA“ oder „Advanced. Emergency Braking Systems, AEBS“
Von LKW-Fahrern wird der Assistent wegen zu häufiger Fehlerkennungen regelmäßig abgeschaltet, was nun auf Dauer nicht mehr möglich ist.
Laut ADAC sollte „Die Notbremsassistenz-Funktion permanent verfügbar sein. Eine situationsbedingte Unterbrechung ist nur kurzzeitig möglich, wobei hier eine automatische Wiedereinschaltung besteht.“
Bei schweren LKW ist der Notbremsassistent mit dem Abstandsregeltempomaten kombiniert.

## Multikollisionsbremse
Wird durch die Airbag-Steuereinheit ein Unfall erkannt und fährt das Fahrzeug danach noch weiter, löst die Multikollisionsbremse eine Bremsung des Fahrzeugs mit 0,6 g aus, um weitere Kollisionen zu vermeiden oder zumindest die kinetische Energie des Fahrzeuges so weit wie möglich zu reduzieren. Neben dem Airbag-Steuergerät können, je nach System, weitere Sensoren des Fahrzeugs, wie Körperschallsensoren oder Drucksensoren in den Türen, für die Entscheidung über die Aktivierung der Multikollisionsbremse berücksichtigt werden.

## Insassenschutzsystem
Ein Insassenschutzsystem erkennt potentiell gefährliche Situationen wie Schleudern, starkes Über- oder Untersteuern oder zu geringer Abstand. Es reagiert darauf, indem es bereits vor dem möglichen Ernstfall die mechanischen Gurtstraffer reversibel vorspannt, Sitze in eine aufrechte optimale Position bringt sowie Fenster und Schiebedach schließt. Je nach Ausstattung des Fahrzeugs können auch umklappbare Kopfstützen aufgestellt oder Massagesysteme in Sitzen für besseren Halt verwendet werden.

## Verpflichtende Einführung
Der Notbrems-Assistent ist in der EU bei allen Personenkraftwagen und leichten Nutzfahrzeugen Pflicht, deren Typgenehmigung nach dem 5. Juli 2022 erfolgte oder die nach dem 5. Juli 2024 neu zugelassen werden. Diese Systeme müssen bei jedem Neustart des Fahrzeugs automatisch aktiv sein und sich nur durch eine Folge von Bedienaktivitäten des Fahrers einzeln abschalten lassen.